# Встреча в школе
«Встреча в школе» (англ. School Reunion) — третий эпизод второго сезона британского научно-фантастического телесериалa «Доктор Кто». Впервые был показан 29 апреля 2006 года. Эпизод был принят положительно и получил индекс оценки 85. После того как эпизод был завершён, Элизабет Слейден была приглашена сниматься в главной роли в спин-оффе «Приключения Сары Джейн», первый эпизод которого вышел 1 января 2007 года.

## Сюжет
Доктор, Роза Тайлер и Микки Смит отправляются в школу, в которой творятся странные вещи, люди сообщают об НЛО. Там Доктор встречает свою бывшую спутницу Сару Джейн Смит и робопса K-9 модель III. Все вместе они узнают, что происходит в школе, сталкиваются с расой криллитанов, которые используют масло с их планеты для увеличения IQ школьников. Им нужно, чтобы те разгадали Парадигму Сказиса — формулу, позволяющую изменять вселенную. И тогда Доктор со спутниками, Сарой Джейн и К-9 пытается не дать им поработить Вселенную.